# Wahlen 1825
◄ | 1821 | 1822 | 1823 | 1824 | Wahlen 1825 | 1826 | 1827 | 1828 | 1829 | ► | ►►

Weitere Ereignisse
Die Liste der Wahlen 1825 umfasst Parlamentswahlen, Präsidentschaftswahlen, Referenden und sonstige Abstimmungen auf nationaler und subnationaler Ebene, die im Jahr 1818 weltweit abgehalten wurden.
| Land   | Datum | Link zur Wahl 1825                            | Link zur letzten Wahl | Bemerkung |
| ------ | ----- | --------------------------------------------- | --------------------- | --------- |
| Nassau |       | Wahl für die Landstände des Herzogtums Nassau | 1818                  |           |